# Empis basilaris
Empis basilaris är en tvåvingeart som beskrevs av Becker 1908. Empis basilaris ingår i släktet Empis och familjen dansflugor.
Artens utbredningsområde är Kanarieöarna. Inga underarter finns listade i Catalogue of Life.